# Donaukanaltreiben
Das Donaukanaltreiben in Wien ist ein dreitägiges Musikfestival in Österreich. Es findet jedes Jahr im Juni an mehreren Orten entlang des Donaukanals statt. Teilnehmer sind hauptsächlich österreichische Profi- und Amateurbands, aber von Jahr zu Jahr laden die Veranstalter Bands aus den Nachbarländern ein. Es werden etwa 30.000 Personen pro Jahr bei freiem Eintritt erwartet.

## Standorte
Die Standorte des Donaukanaltreibens wechseln immer wieder entlang der Donau. Zu den Orten gehören Strandbars und Strände, aber auch Schiffe, Clubs und Brücken wie etwa Adria Wien, das Badeschiff, das Flex und die Franzensbrücke oder das Zaha-Hadid-Haus.

## Line Ups (Auswahl)
- 2007: Attwenger, Austrofred, Beeswax Polish, Caresce, DJ DSL, Gameboy Music Club, Lichtenberg, Louie Austen, Papermoon, Millions of Dreads, Minze, Syncope, Texta
- 2008: Attwenger, Herbstrock, The M.A.S.S., Britta, Bauchklang, Jonas Goldbaum, The Mary Broadcast Band
- 2009: Texta, Kommando Elefant, Mauracher, Ost in Translation, Radio Wien Band, Rosengarten, Scarabeus Dream, Stonez, Velojet, Willi Resetarits
- 2010: Bo Candy and His Broken Hearts, Bunny Lake, Dolores Schmidinger, John Megill, Fatima Spar and The Freedom Fries, Marios and Julie, Pexus Solarie
- 2011: Bernard Eder, Gary, Hotel California, The Billy Rubin Trio, The Fussa, The Rocking Birds, Violetta Parisini, Silo feat. Four Elements
- 2012: Aminata and the Astronauts, Christoph & Lollo, Dirk Stermann, Duscher Plays Cash, Effi, Giantree, Ginga, Marios and Julie, Salsa and Zumba, Mika Vember, Silo feat. Pebelle
- 2013: Deliman, DJ Carlos Futuro, Heinz aus Wien, James Hersey, Kidcat Lofi, Kein Sonntag Ohne Techno, Keiner Mag Faustmann, Mauracher, Nana D., Sofa Surfers, Stermann
- 2014: She & The Junkies, Müßig Gang feat. Skero, Monsterheart, I-Wolf & The Chainreactions, Flo Mega, We Walk Walls, Chronic City feat. Florian Horwarth, Fijuka, Sex Jams, Ginga, Francis International Airport
- 2015: Intergalactic Lovers, Rock-O-Ton, Binder & Krieglstein, Nora Mazu, Heast, Pabst, Olympique, Blinded by Stardust, Brain Drain, Floyd Division.
- 2016: Nino aus Wien, Trümmer, Kreisky, Clara Luzia, Julian & der Fux, Farewell Dear Ghost, Kommando Elefant
- 2017: Stereo Total, Die Höchste Eisenbahn, Isolation Berlin, The Crispies, Dawa, Jesper Munk, Dunkelbunt, Ankathie Koi, Agnes Milewski, Avec
- 2018: Garish, Sofa Surfers, Leoniden, Schönheitsfehler, Gospel Dating Service, Fuzzman, Anger, Onk Lou
- 2019: Stereo Total, Möwe, Yokohomo, Elektro Guzzi, Dives, Mary Broadcast, Flut, Kahlenberg, Makossa & Megablast, Rikas, Polkagott